# ブリッジマナイト
ブリッジマナイト（bridgmanite）は、ケイ酸塩鉱物の一種である。(Mg,Fe)SiO3 (マグネシウム鉄ケイ酸塩) の化学組成をもつ鉱物のうちペロブスカイト構造をとるものをいう。結晶系は直方晶系。頑火輝石、単斜頑火輝石、秋本石(en:Akimotoite)と同質異像の関係にある。
非常な高圧下ではありふれた鉱物で、下部マントルの主成分の一つであると考えられている。地上では高圧実験で合成されたほか、天然には強い衝撃を受けた隕石から発見されている。名称は物理学でノーベル物理学賞を受賞したパーシー・ブリッジマンにちなんだものである。